# A Boy〜一直無法忘懷〜
《a Boy〜一直無法忘懷〜》，是日本樂團GLAY的第10張單曲。

## 簡介
- 第3張原創專輯『BELOVED』的先發單曲，在專輯的前一週發行。

## 收錄曲目
1. a Boy〜一直無法忘懷〜
2. neuromancer
3. a Boy〜一直無法忘懷〜 （ORIGINAL KARAOKE）

## 收錄專輯
- BELOVED
- DRIVE-GLAY complete BEST
- rare collectives vol.2
- -Ballad Best Singles- WHITE ROAD
- THE GREAT VACATION VOL.2 〜SUPER BEST OF GLAY〜